# Stazione di Yagihara
La stazione di Yagihara (八木原駅?, Yagihara-eki) è una stazione ferroviaria di Shibukawa, nella prefettura di Gunma in Giappone, gestita dalla JR East.

## Linee e servizi
JR East
■ Linea Jōetsu
■ Linea Agatsuma (servizio ferroviario)

## Struttura
La stazione è costituita da un marciapiede laterale e uno a isola con tre binari totali. È presente una biglietteria presenziata aperta dalle 6:00 alle 22:00 e il supporto alla biglietteria elettronica SUICA.
| 1   | ■ Linea Jōetsu ■ Linea Agatsuma | per Shibukawa e Minakami               |
| 1   | ■ Linea Jōetsu ■ Linea Agatsuma | per Nakanojō e Naganohara-Kusatsuguchi |
| 2-3 | ■ Linea Jōetsu ■ Linea Agatsuma | per Shin-Maebashi e Takasaki           |

## Stazioni adiacenti
| «              | Servizio       | »              |
| Linea Jōetsu   | Linea Jōetsu   | Linea Jōetsu   |
| Linea Agatsuma | Linea Agatsuma | Linea Agatsuma |
| -------------- | -------------- | -------------- |
| Gumma-Sōja     | Tutti i treni  | Shibukawa      |